# 比利特 (伊利諾伊州)
比利特（英語：Billett）是位於美國伊利諾伊州勞倫斯縣的一個非建制地區。該地的面積和人口皆未知。

## 地理
比利特的座標為38°39′52″N 87°39′08″W / 38.66444°N 87.65222°W，而該地的平均海拔高度為128米（即420英尺）。